# Hoplestigma
Hoplestigma ist eine Pflanzengattung der Familie der Raublattgewächse (Boraginaceae). Die zwei Arten dieser Gattung sind nur in den Tropen des westlichen Afrikas heimisch.

## Beschreibung
Hoplestigma-Arten sind laubabwerfende Bäume. Die wechselständigen, gestielten Laubblätter sind groß und einfach. Der Blattrand ist glatt. Nebenblätter sind nicht vorhanden.
Der eingerollte zymöse Blütenstand ist endständig und besitzt keine Tragblätter. Die fast radiärsymmetrischen Blüten sind zwittrig. Die zwei bis vier Kelchblätter sind verwachsen und enden in ungleichen Kelchzipfeln; der Kelch verbleibt an den Früchten. Die elf bis vierzehn Kronblätter, die in zwei bis vier Kreisen stehen, sind zu einer kurzen Röhre verwachsen und die Kronlappen sind mindestens so lang wie die Kronröhre. In drei Kreisen stehen 20 bis 35 freie, fertile Staubblätter. Die zwei Fruchtblätter sind zu einem oberständigen Fruchtknoten verwachsen. Die zwei Griffel sind nur an der Basis verwachsen, mit kopfigen Narben. Die Steinfrüchte enthalten einen Kern, der aus vier Samen besteht.

## Systematik
Die Gattung wird seit kurzem in die Familie Raublattgewächse (Boraginaceae) gestellt. Davor bildete sie eine eigene Familie Hoplestigmataceae.
Zur Gattung und damit zur Familie gehören nur zwei Arten:

### Arten
- Hoplestigma klaineanum Pierre
- Hoplestigma pierreanum Gilg